# كارلوس ليسبوا
كارلوس ليسبوا (بالبرتغالية: Carlos Lisboa‏) مواليد 23 يوليو 1958 في برايا، هو مدرب كرة سلة برتغالي ولاعب سابق. بدأ مسيرته الاحترافية في سنة 1976. يدرب فريق نادي بنفيكا في الدوري البرتغالي لكرة السلة. اعتزل اللعب في 1996.

## المسيرة الاحترافية
لعب مع سبورتينغ لشبونة من سنة 1975 إلى 1982، ثم لعب مع كويلوز لكرة السلة من سنة 1982 إلى 1984، ثم لعب مع بنفيكا لكرة السلة من سنة 1984 إلى 1996.

## الإنجازات

### لاعب
- الدوري البرتغالي لكرة السلة: 1977–78، 1980–81، 1981–82، 1983–84، 1984–85، 1985–86، 1986–87، 1988–89، 1989–90، 1990–91، 1991–92، 1992–93، 1993–94، 1994–95

### مدرب
- الدوري البرتغالي لكرة السلة: 2011–12، 2012–13، 2013–14، 2014–15